# Гарнюня Рита
Гарнюня Рита — комедійний фільм 2003 року.

## Сюжет
Едґар Ломарк, службовець аудиторської контори, вирушає на Французьку Рів'єру перевірити і оцінити майно Тьєррі Ферранда. Одного разу ввечері Едґар вирішує трохи розважитися і провести ніч з повією, знайденою через Інтернет. Її звати Ріта і завдяки їй Едґар виявляється втягнутим в несподівану історію.